# حد الخضوع

حد خضوع أو حد مرونة (بالإنجليزية: Yield strength) في الفيزياء والهندسة الميكانيكية هو أحد خواص المادة الصلبة، وهو يعطي مقدار الإجهاد الميكانيكي الذي تتحمله مادة عند شدها من جهتين من دون أن يتغير شكلها بعد زوال الإجهاد. حتى ذلك الحد من الإجهاد تعود قطعة المادة (حديد، أو نحاس، أو سبيكة، أو بلاستيك) إلى شكلها الابتدائي بعد زوال الشد الموثر، وتوصف في تلك المنطقة من قوة الشد بأنها لينة أو مرنة.
عندما تشد قطعة نحاس مثلا في تجربة لتعيين حد الخضوع تسمى تجربة شد من جهتين، وزادت قوة الشد عن حد الخضوع فهي تدخل في مرحلة غير لينة، بمعنى أن شكلها يتغير بعد زوال قوة الشد، ذلك لتغير نسيجها الداخلي بطريقة ليست عكسية وتستطيل القطعة شيئا ما. يرمز لحد الخضوع بالرمز {\displaystyle \sigma _{y}} ، ويقاس حد الخضوع ب باسكال أو ميجا باسكال أو نيوتن/مليمتر مربع.
الخضوع في الهندسة الميكانيكية هو الحمل الذي تبدأ عنده المواد الصلبة المعرضة لإجهاد شد بالجريان، أو تغير شكلها باستمرار وهذا الحمل مقسوم على مساحة المقطع العرضي الأصلي. ويمكن تعريفه بأنه كمية الجهد في المادة الصلبة عند بداية التشوه الدائم.
وقد تسمى نقطة الخضوع أيضا بحد المرونة حيث ينتهي عندها السلوك المرن ويبدأ السلوك اللدن. عندما تزال الإجهادات الأصغر من نقطة الخضوع تعود المادة إلى شكلها الأصلي. قد تكون نقطة الخضوع في بعض المواد غير محددة فيستعاض عنها بمقاومة الخضوع. ومقاومة الخضوع هو الإجهاد الذي تخضع عنده المادة لبعض التشوهات الدائمة وغالبا عند قيمة 0,2 %. تبدأ بعض المواد بالخضوع أو الجريان اللدن عند إجهاد محدد (نقطة الخضوع العليا) التي تهبط بسرعة إلى قيمة ثابتة سفلى (نقطة الخضوع الدنيا) عند استمرار التشوه. أي زيادة في الإجهاد بعد نقطة الخضوع يسبب تشوه دائم أكبر والانكسار لاحقا.
وتعتبر معرفة نقطة الخضوع أساسية عند تصميم أجزاء الآلات حيث تمثل نقطة حدية عليا للإجهاد الذي يمكن تطبيقه. كما أنها مهمة في إنتاج وتصنيع المواد مثل الحدادة والدرفلة والكبس. وفي هندسة الإنشاءات يعتبر الخضوع أحد أنماط الانهيار غير الخطيرة والتي لا تسبب فشل كارثي مالم يسرع عملية التحنيب

## التعريف

سلوك الخضوع النموذجي لسبائك غير حديدية.
1.حد المرونة الحقيقي
2.حد التناسب
3.حد المرونة
4.مقاومة الخضوع عند انفعال 0.2%

من الصعب غالبا تعريف الخضوع بسبب التنوع الكبير لمنحنيات الإجهاد-الانفعال للمواد. بالإضافة، يوجد عدة طرق ممكنة لتعريف الخضوع:
حد المرونة الحقيقي
هو أقل إجهاد تتحرك عنده الانخلاعات. ونادرا ما يستخدم هذا التعريف لأن الانخلاعات تتحرك عند إجهادات منخفضة جدا، والكشف عن هذه الحركة صعب جدا.
حد التناسب
يكون الإجهاد تحت هذه القيمة متناسبا مع الانفعال وفق قانون هوك، فيكون منحني الإجهاد-الانفعال خطا مستقيما، ويمثل ميل هذا الخط معامل المرونة للمادة.
حد المرونة (مقاومة الخضوع)
تكون التشوهات بعد حد المرونة دائمة. وهو أقل إجهاد يمكن أن تقاس عنده التشوهات الدائمة. وهذا يتطلب عملية يدوية من التحميل ثم نزع التحميل وتعتمد الدقة علة الجهاز ومهارة المستخدم. وحد المرونة للوحدات المرنة مثل المطاط أكبر من حد التناسب. كما أظهرت قياسات الانفعال الدقيقة أن الانفعال اللدن يبدأ عند إجهادات منخفضة.
نقطة الخضوع المتجاوزة (إجهاد الضمان)
وهي أكثر قياسات القوى استخداما للمعادن، ويمكن إيجادها من منحني الإجهاد-الانفعال كما يظهر في الشكل. ويستخدم الإجهاد اللدن الاصطلاحي 0.2 % لتعريف نقطة الخضوع المتجاوزة وقد تستخدم قيم أخرى اعتمادا على المادة والتطبيقات. وقيمة التجاوز تكتب كلاحقة سفلية مثل، Rp0.2=310 MPa. وفي بعض المواد التي ليس لها منطقة خطية جوهرية ولذلك تعرف قيم للإجهاد محددة بدلا عنها. ومع أن هذه الطريقة تبدو اعتباطية، فإن هذه الطريقة لا تسمح بمقارنة عادلة للمواد.
نقطة الخضوع العليا ونقطة الخضوع الدنيا
بعض المعادن مثل الفولاذ الطري أو المطاوع صلب كربوني تصل إلى نقطة خضوع عليا قبل أن تهبط بسرعة إلى نقطة خضوع دنيا. واستجابة المادة خطية حتى نقطة الخضوع العليا ولكن نقطة الخضوع الدنيا تستخدم في هندسة الإنشاءات كقيمة تحفظية. إذا أجهد المعدن حتى نقطة الخضوع العليا وما بعدها فقد تتشكل أحزمة لودر Lüder band.

## إجهاد مرن

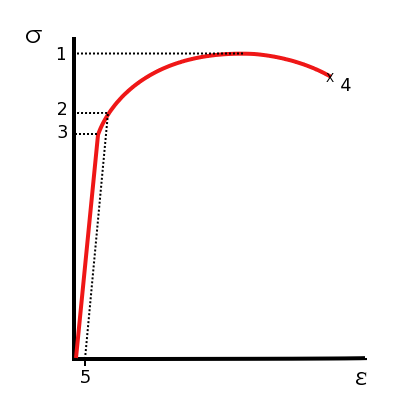
"الإجهاد الميكانيكي" (σ) وتغير الاستطالة (ε) ؛ منحنى شد قضيب ألمونيوم
1. أقصى حد للخضوع
2. حد الخضوع
3. حد التناسب
4. حد القطع
5. Offset strain (typically) 0.2%

يبين الشكل منحني تغير استطالة ε قضيب من المادة واقع تحت تأثير قوة شد σ من طرفيه (إجهاد ميكانيكي). في البدء يتزايد طول القضيب تزايد تناسبي مع قوة الشد؛ في تلك المنطقة يكون القضيب مرنا بحيث يعود إلى طوله الأصلي عند إزالة قوة الشد (الإجهاد)، هذه هي المنطقة التي يكون فيها المادة مرنا أو لينا.وعندما تتعدى قوة الشد تلك المنطقة تبدأ العينة تستطيل بطريقة غير عكسية، أي بإزالة قوة الضغط يتغير شكل العينة وتستطيل شيئا ما. هذا التغير في اسطالة العينة يزداد بزيادة قوة الشد، حتى تصل إلى النقطة 3 وتسمى «مقاومة الشد» أو أقصي حد للخضوع. وعندما تزيد قوة الشد عن تلك المنطقة فإن القضيب لا يستطيع تحمل إجهاد أكثر من ذلك وينقطع عند النقطة 4 .
يقاس الإجهاد الميكانيكي بالقوة الواقعة على مساحة مقطع العينة الصلبة، أي نيوتن/مليمتر مربع أو ميجا باسكال.
توجد خاصية تستخدم كثيرا في الهندسة الميكانيكية
وهي تسمى «حد المرونة» وتعريفها كالآتي: حد المرونة هو مقدار الإجهاد الميكانيكي الذي يجعل العينة تستطيل بمقدار 2و0 %. هذا الحد هو النقطة 5 في الشكل.

## حد الخضوع وحد القطع لبعض المواد
ملحوظة: تعتمد تلك الخواص على طريقة التصنيع ووجود شوائب في المادة ونوع السبيكة.
| المادة                                                                                      | حد الخضوع (MPa) | حد القطع (MPa) | الكثافة g/cm³ | Free breaking length (km |
| ------------------------------------------------------------------------------------------- | --------------- | -------------- | ------------- | ------------------------ |
| حديد صلب ASTM A36 steel                                                                     | 250             | 400            | 7.85          | 3.2                      |
| Steel, API 5L X65                                                                           | 448             | 531            | 7.85          | 5.8                      |
| فولاذ سبيكة ASTM A514                                                                       | 690             | 760            | 7.85          | 9.0                      |
| كابلات فولاذ مجدولة                                                                         | 1650            | 1860           | 7.85          | 21.6                     |
| سلك البيانو                                                                                 |                 | 2200–2482      | 7.8           | 28.7                     |
| ألياف الكربون (CF, CFK)                                                                     |                 | 5650           | 1.75          |                          |
| بولي إثيلين HDPE                                                                            | 26–33           | 37             | 0.95          | 2.8                      |
| بولي بروبيلين                                                                               | 12–43           | 19.7–80        | 0.91          | 1.3                      |
| فولاذ غير قابل للصدأ مدرفل باردا AISI 302                                                   | 520             | 860            |               |                          |
| حديد صب 4.5% C, ASTM A-48                                                                   | *               | 172            | 7.20          | 2.4                      |
| سبيكة تيتانيوم (6% Al, 4% V)                                                                | 830             | 900            | 4.51          | 18.8                     |
| سبيكة ألمونيوم 2014-T6                                                                      | 400             | 455            | 2.7           | 15.1                     |
| النحاس 99.9% Cu                                                                             | 70              | 220            | 8.92          | 0.8                      |
| سبيكة نحاس ونيكل 10% Ni, 1.6% Fe, 1% Mn, balance Cu                                         | 130             | 350            | 8.94          | 1.4                      |
| برونز                                                                                       | approx. 200+    | 550            | 5.3           | 3.8                      |
| حرير العنكبوت                                                                               | 1150 (??)       | 1400           | 1.31          | 109                      |
| الحرير                                                                                      | 500             |                |               | 25                       |
| أراميد                                                                                      | 3620            |                | 1.44          | 256.3                    |
| عظام                                                                                        | 104–121         | 130            |               | 3                        |
| نايلون،                                                                                     | 45              | 75             |               | 2                        |
| *لا يوجد للحديد الزهر الرمادي حد خضوع معروف بدقة، فهو قد يختلف ما بين 65% - 80 من حد القطع. |                 |                |               |                          |

|          | معامل يونغ (GPa) | حد الخضوع (MPa) | حد القطع/الكسر (MPa) |
| -------- | ---------------- | --------------- | -------------------- |
| ألمونيوم | 70               | 15–20           | 40–50                |
| نحاس     | 130              | 33              | 210                  |
| حديد     | 211              | 80–100          | 350                  |
| نيكل     | 170              | 14–35           | 140–195              |
| سيليكون  | 107              | 5000–9000       |                      |
| تانتالوم | 186              | 180             | 200                  |
| قصدير    | 47               | 9–14            | 15–200               |
| تيتانيوم | 120              | 100–225         | 240–370              |
| تنجستن   | 411              | 550             | 550–620              |